# Ilona Prunyi

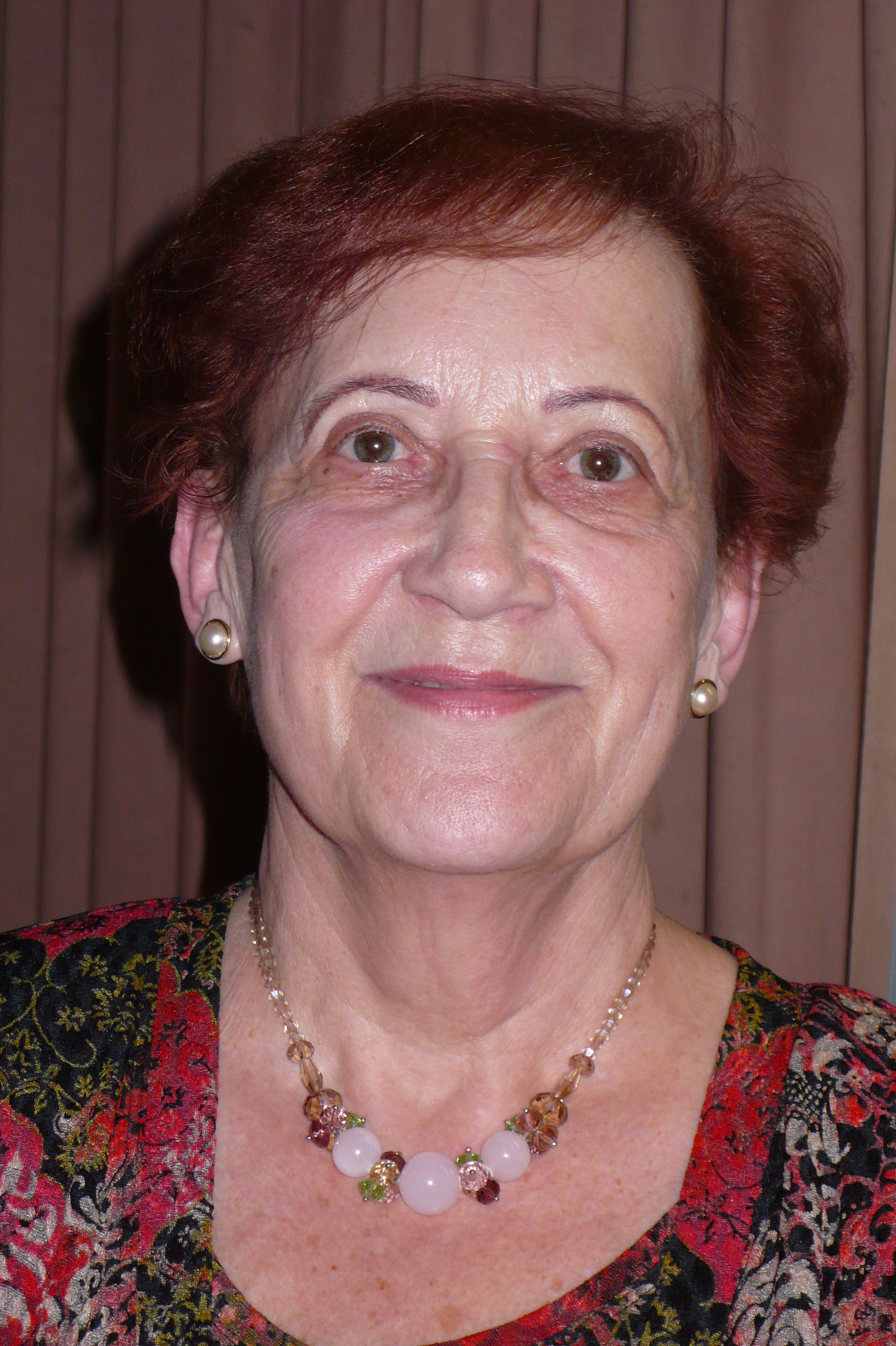
Ilona Prunyi (2012)

Ilona Prunyi (geboren am 1. Mai 1941 in Debrecen) ist eine ungarische Pianistin.

## Leben
Ilona Prunyi studierte von 1958 bis 1963 an der Franz-Liszt-Musikakademie in Budapest bei József Gát und András Mihály. Dort wurde sie selbst Dozentin, kämpfte allerdings in den ersten Jahren mit einer längeren Erkrankung. In Paris machte sie einen Kurs bei Yvonne Lefébure. Sie war mit Annie Fischer befreundet.
Prunyi gab ihr Konzertdebüt 1974 und spielte seither mit den ungarischen Orchestern, Kammerorchestern, spielt vierhändig und tritt auch als Solistin auf. Sie wurde mehrfach mit dem Artisjus-díj ausgezeichnet, erhielt 1994 einen Preis beim Liszt-Wettbewerb in Budapest, 2011 den Bartók-Pásztory-Preis und 2015 den Érdemes művész.
Prunyi kümmert sich auch um seltener gespielte Komponisten, so um das Werk von Stephen Heller und Ernő Dohnányi.